# Zachařové z Pašiněvsi
Zachařové z Pašiněvsi je příjmení staročeské vladycké rodiny, která byla téhož rodu a erbu jako Studenečtí z Pašiněvsi.

## Historie

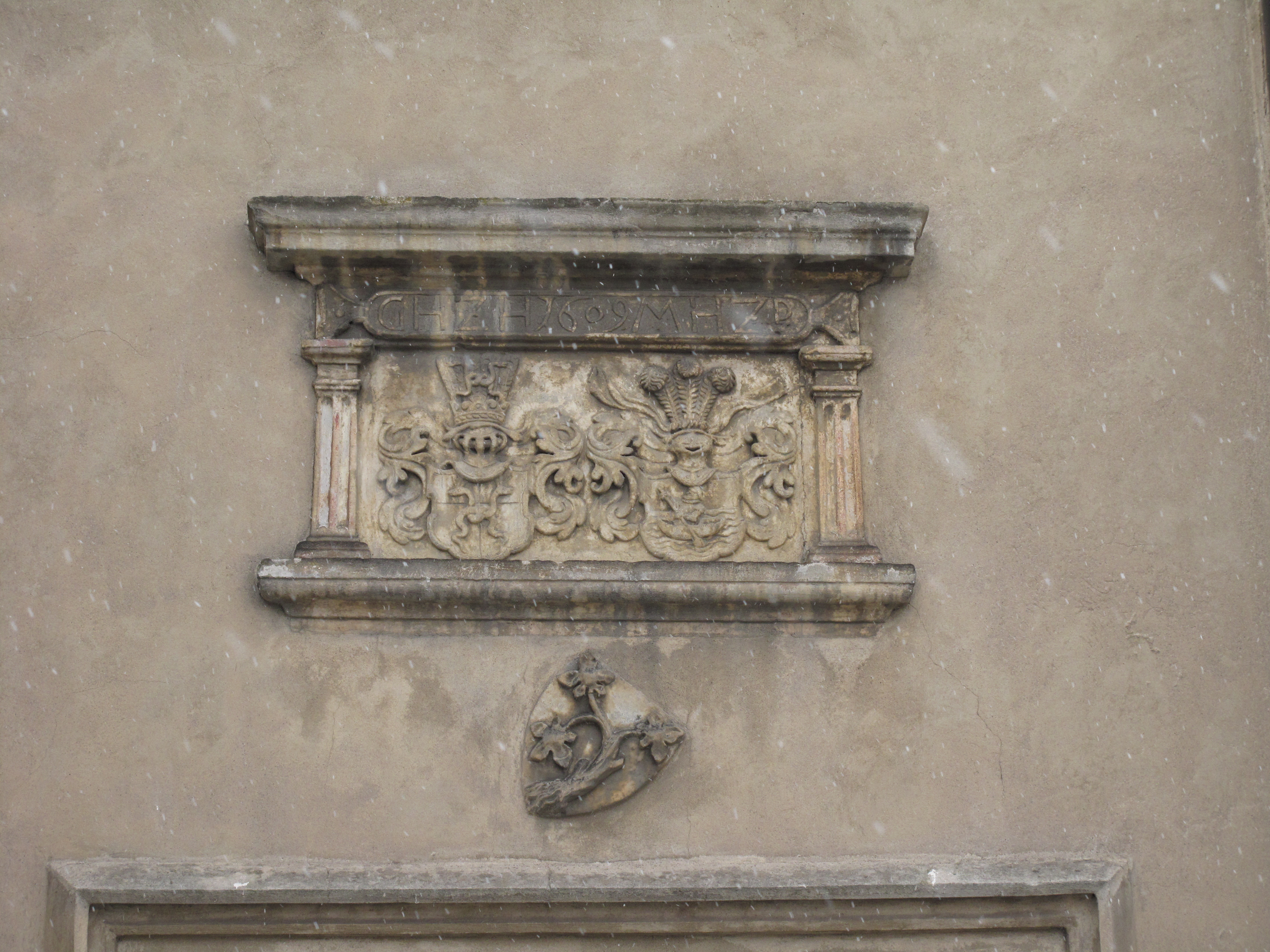
Erby na kostele Narození Panny Marie v Páleči

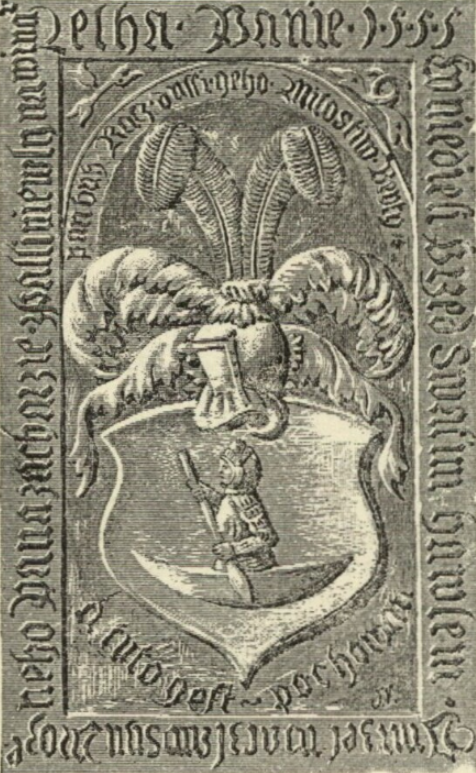
Náhrobek Václava Zachaře z Pašiněvsi na Vinarech (po 1555)

Jejich předek Zachar žil roku 1510. Jeho potomek Václav starší (1532) držel s manželkou Annou z Orle Mstihněv, kterou roku 1534 prodal, pak držel roku 1545 Vinary a byl roku 1546 úředníkem na Chlumci. Václav mladší dědil roku 1542 po manželce Kateřině z Chrastu statek nový Vamberk, který byl roku 1561 po jeho smrti prodán. S druhou manželkou Johankou z Hustířan vyženil Jeřice, které drželi roku 1571 synové Jiřík a Jan. Jiřík zemřel roku 1576 a byl ženat s Mandalénou z Rýzmburka, s níž zplodil dcery Saloménu a Johanku. Jeřice po něm držel strýc Zachař, jenž zemřel roku 1583 a byl pohřben v Žiželovsi. Byl pravděpodobně této rodiny posledním členem. Jeřice po něm dědila vdova Markéta Kordulová ze Sloupna. Zemřela v roce 1590.
Jan Zachař z Pašiněvsi je považován za vůbec prvního vodáka v Čechách.[zdroj?] Na přelomu 15. a 16. století si přivezl z cest po Skandinávii eskymácký kajak, který pak používal k rybolovu a vyjížďkám pro zábavu. Tuto nevídanou zábavu si nechal dát od českého krále i do osobního erbu, nicméně zde je znázorněn nikoli jako kajakář, ale jako singlkánoista.[zdroj?] Erb pánů z Pašiněvsi visí dodnes na kostele v obci Páleč (okres Kladno) a je i na náhrobku Václava Zachaře z Pašiněvsi na Vinarech.